# Contea di Wangqing

La contea di Wangqinq (cinese: 汪清县; pinyin: Wāngqīng Xiàn, in coreano: 왕청현?, Wangch'ŏng HyŏnMR) è una suddivisione amministrativa della provincia del Jilin in Cina. Si trova sotto la giurisdizione della Prefettura autonoma coreana di Yanbian. Ha una superficie di 8.994 chilometri quadrati e conta 255.882 abitanti.
Il sito di Baicaogou (Baicaogou yizhi, 百草沟遗址) dal 2006 è nella lista dei monumenti della Repubblica popolare cinese.